# Ruderschlangen
Die Ruderschlangen (Hydrophis) sind eine Schlangengattung aus der Unterfamilie der Seeschlangen innerhalb der Familie der Giftnattern.

## Merkmale und Lebensweise
Wie alle Seeschlangen haben Ruderschlangen einen seitlich abgeflachten Schwanz, der zur Fortbewegung im Wasser dient und eine schmale Körperform. Sie sind vivipar (lebendgebärend) und besitzen relativ kurze Giftzähne. Hinter den Giftzähnen durch eine kleine Lücke (Diastema) getrennt weisen sie 14–18 Oberkieferzähne auf. Einige Arten wie Hydrophis spiralis oder Hydrophis cyanocinctus können deutlich über 2 Meter lang werden.

## Verbreitung und Gefährdungsstatus
Ruderschlangen sind an den Küsten des mittleren Pazifiks (Südost-Asien, Westküste Mittelamerikas und Nordküste Australiens) sowie des Indischen Ozeans verbreitet. Die IUCN stuft die Art Hydrophis semperi als gefährdet (Vulnerable) ein. Potentiell gefährdet (Near Threatened) ist Hydrophis pacificus. Andere Arten der Gattung zu welchen eine ausreichende Datengrundlage für eine Bewertung gegeben ist, werden als nicht gefährdet (Least Concern) eingestuft.

## Systematik
Die Typusart der Gattung Hydrophis ist Hydrophis fasciatus. Diese wurde 1799 von Schneider als Hydrus fasciatus erstbeschrieben. Die Gattung Hydrophis wurde zwei Jahre später von dem französischen Insektenkundler Latreille in Sonnini & Latreille 1801 erstbeschrieben. Stand November 2023 werden 48 Arten zur Gattung Hydrophis gezählt, deren gewöhnlicher Name (falls vorhanden) und Taxon sowie Autor und Jahr der Erstbeschreibung im Folgenden aufgelistet sind. Dabei bedeuten die eingeklammerten Autorennamen nach allgemeiner Konvention, dass die Erstbeschreibung der jeweiligen Art ursprünglich in einer anderen Gattung geschah.
- Hydrophis annandalei (Laidlaw, 1901)
- Hydrophis anomalus (Schmidt, 1852)

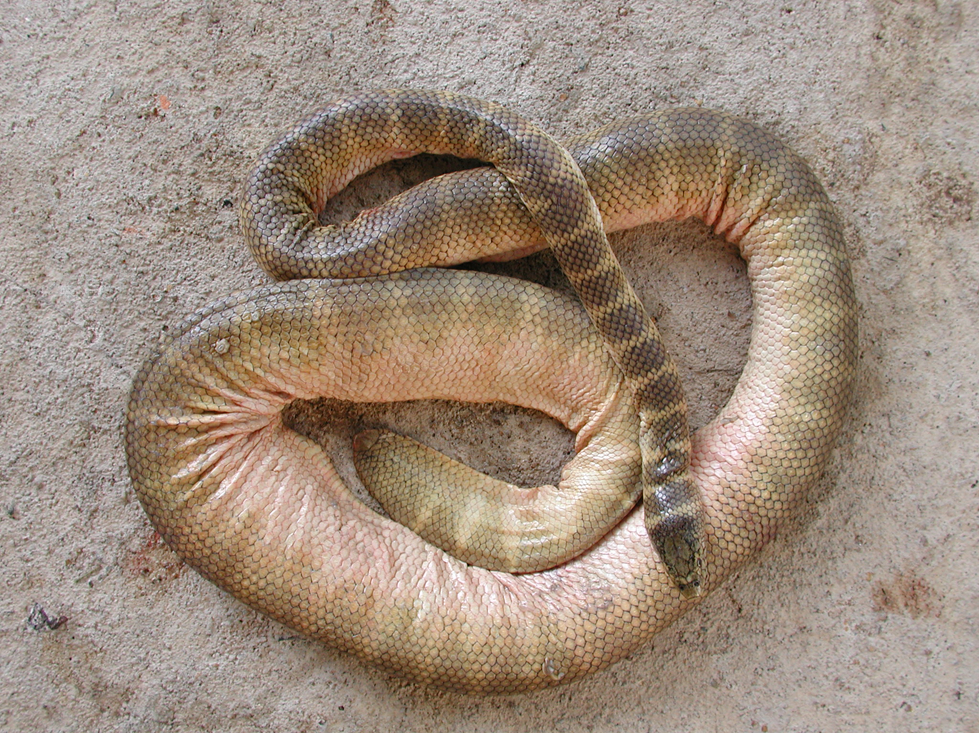
Hydrophis belcheri

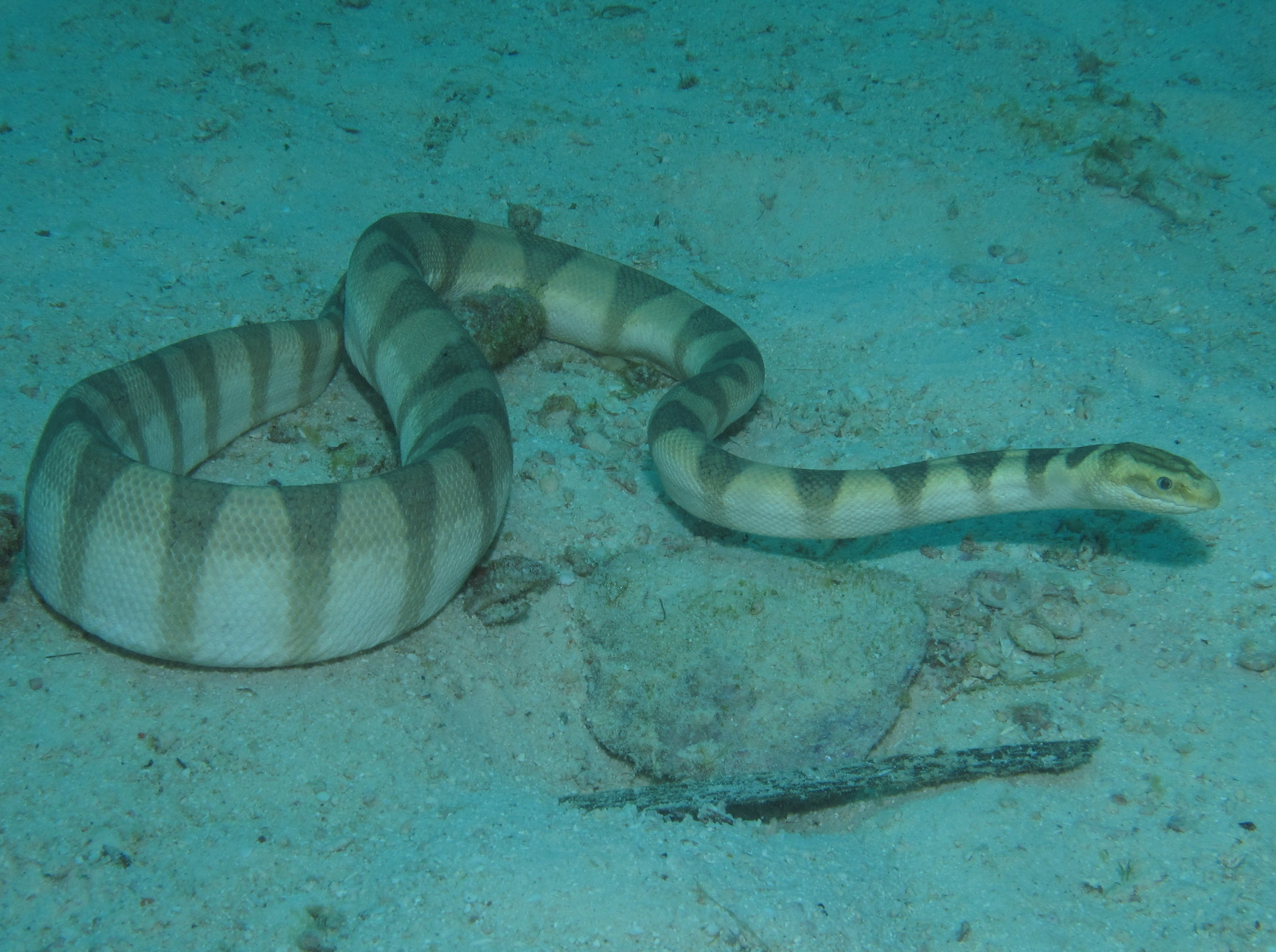
Hydrophis lamberti

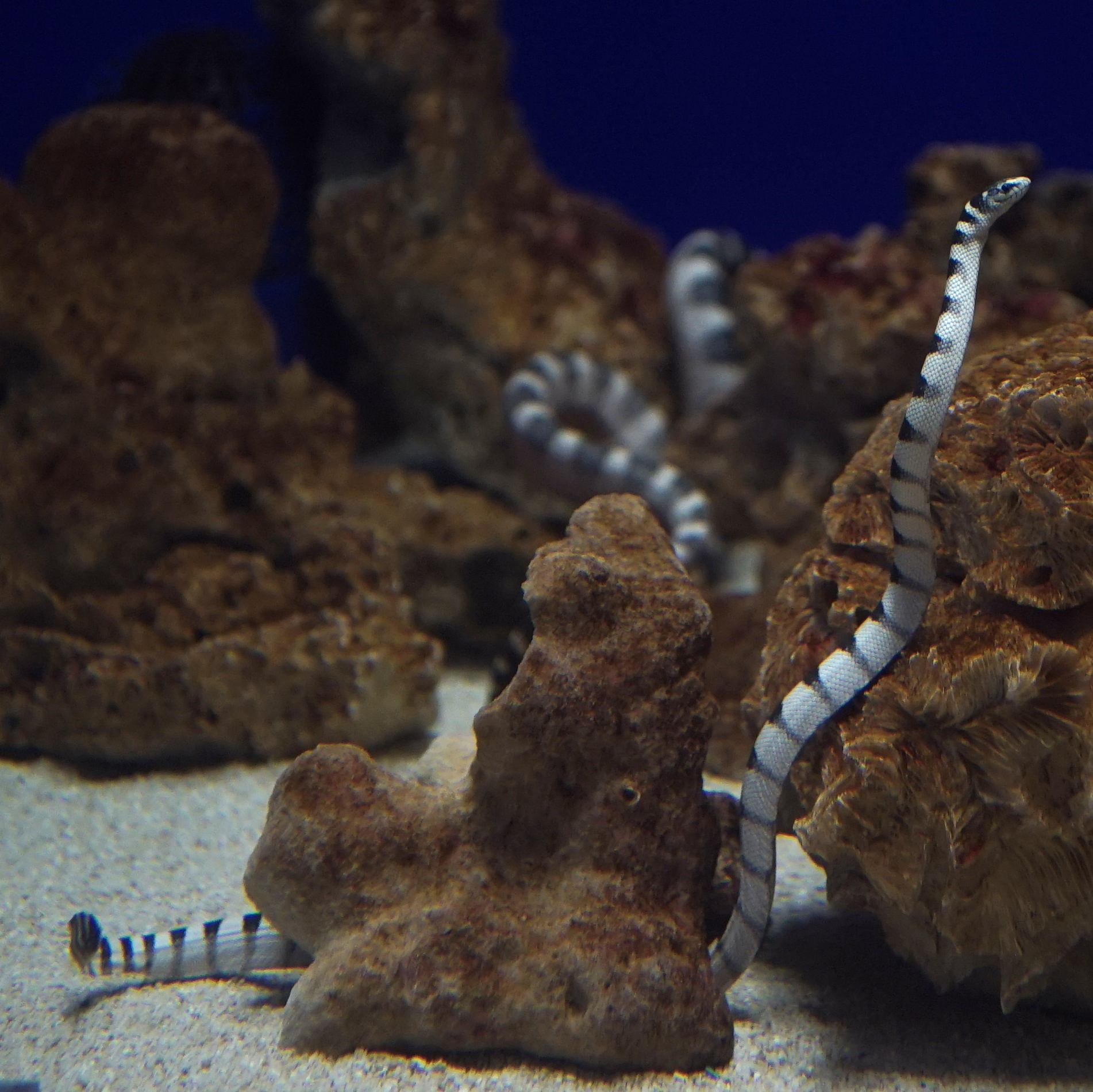
Hydrophis ornatus

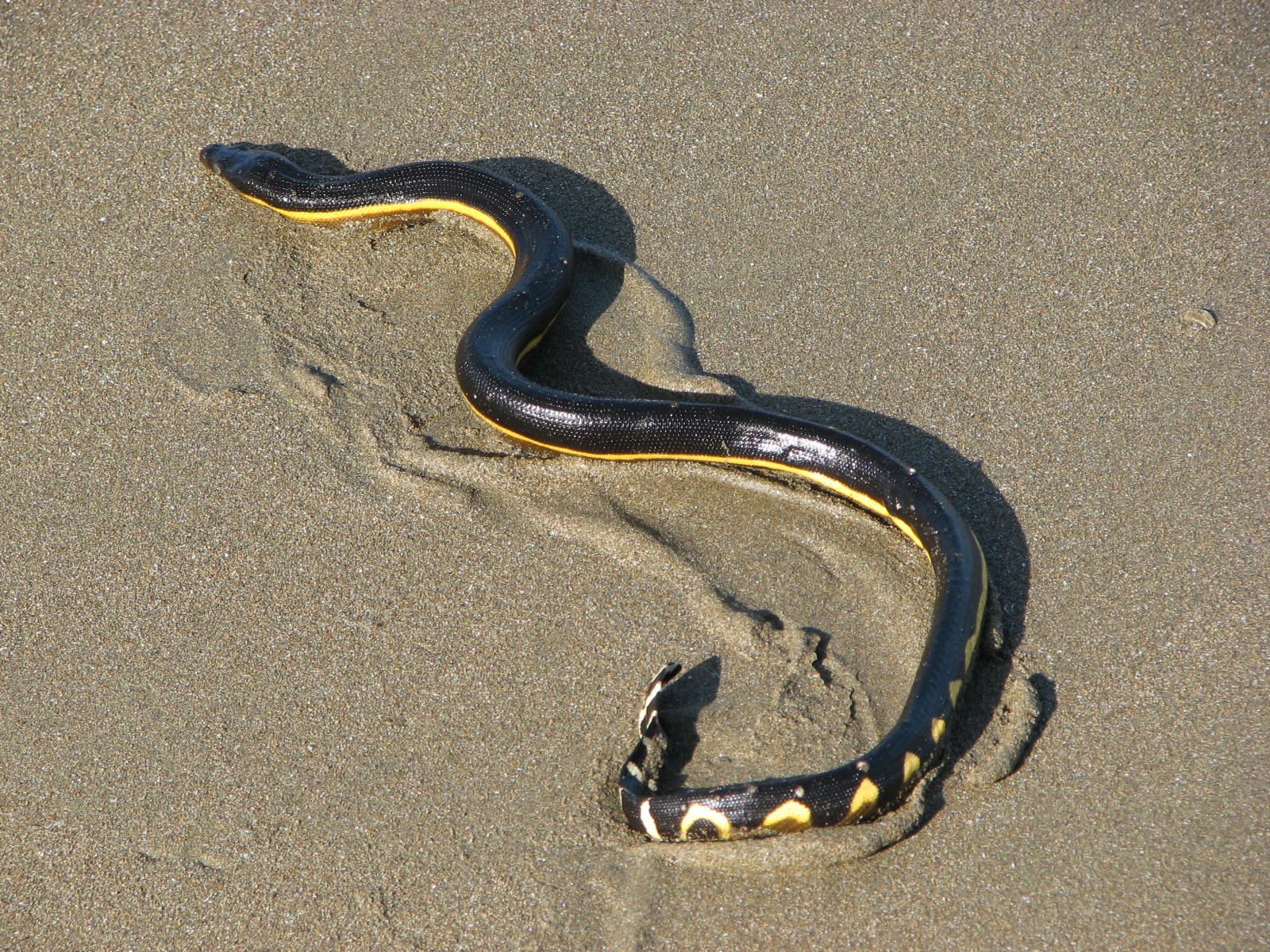
Plättchenseeschlange

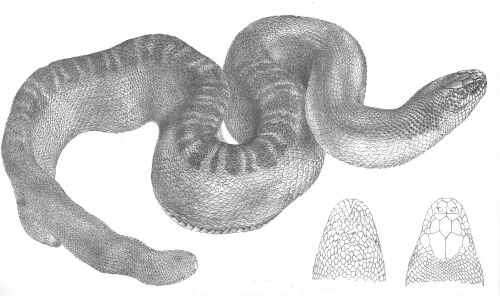
Zeichnung der Großkopf-Ruderschlange zur Erstbeschreibung, 1846

- Schwarzkopf-Ruderschlange (Hydrophis atriceps Günther, 1864)
- Westliche hellgebänderte Ruderschlange (Hydrophis belcheri (Gray, 1849))
- Tuberkel-Ruderschlange (Hydrophis bituberculatus Peters, 1873)
- Borneo-Dünnnacken-Ruderschlange (Hydrophis brookii Günther, 1872)
- Blauband-Ruderschlange (Hydrophis caerulescens (Shaw, 1802))
- Hydrophis cantoris Günther, 1864
- Pazifische Gelbgebänderte Ruderschlange (Hydrophis coggeri (Kharin, 1984))
- Kurzschwanz-Seeschlange (Hydrophis curtus) (Shaw, 1802)
- Streifenruderschlange (Hydrophis cyanocinctus Daudin, 1803)
- Dornige Ruderschlange (Hydrophis czeblukovi) (Kharin, 1984)
- Rauschuppen-Ruderschlange (Hydrophis donaldi Ukuwela, Sanders & Fry, 2012)
- Bauchgebänderte Ruderschlange (Hydrophis elegans (Gray, 1842))
- Gebänderte Ruderschlange (Hydrophis fasciatus (Schneider, 1799))
- Hardwickes Seeschlange (Hydrophis hardwickii) (Gray, 1834)
- Rangoon-Ruderschlange (Hydrophis hendersoni (Boulenger, 1903))
- Schmucklose Ruderschlange (Hydrophis inornatus (Gray, 1849))
- Kegelnasen-Ruderschlange (Hydrophis jerdonii (Gray, 1849))
- Brillen-Ruderschlange (Hydrophis kingii Boulenger, 1896)
- Selangor-Ruderschlange (Hydrophis klossi Boulenger, 1912)
- Neukaledonische Ruderschlange (Hydrophis laboutei Rasmussen & Ineich, 2000)
- Siamesische Ruderschlange (Hydrophis lamberti Smith, 1917)
- Persische Ruderschlange (Hydrophis lapemoides (Gray, 1849))
- Kleinkopf-Ruderschlange (Hydrophis macdowelli Kharin, 1983)
- Großer Ruderschlange (Hydrophis major (Shaw, 1802))
- Bombay-Ruderschlange (Hydrophis mamillaris (Daudin, 1803))
- Hydrophis melanocephalus Gray, 1849
- Schwarze Ruderschlange (Hydrophis melanosoma Günther, 1864)
- Schwarzband-Ruderschlange (Hydrophis nigrocinctus Daudin, 1803)
- Nördliche Delta-Ruderschlange (Hydrophis obscurus Daudin, 1803
- Gefleckte Ruderschlange (Hydrophis ocellatus Gray, 1849)
- Hydrophis ornatus (Gray, 1842))
- Breitkopf-Ruderschlange (Hydrophis pachycercos Fischer, 1855)
- Pazifische Hellgebänderte Ruderschlange (Hydrophis pacificus Boulenger, 1896)
- Kurzkopf-Ruderschlange (Hydrophis parviceps Smith, 1935)
- Horn-Ruderschlange (Hydrophis peronii (Duméril, 1853))
- Plättchenseeschlange (Hydrophis platurus (Linnaeus, 1766))
- Gewöhnliche Schnabel-Seeschlange (Hydrophis schistosus Daudin, 1803)
- Luzon-Ruderschlange (Hydrophis semperi Garman, 1881)
- Kapuas-Ruderschlange (Hydrophis sibauensis Rasmussen, Auliya & Böhme, 2001)
- Schmalgebänderte Ruderschlange (Hydrophis spiralis (Shaw, 1802))
- Großkopf-Ruderschlange (Hydrophis stokesii (Gray, 1846))
- Bengal-Ruderschlange (Hydrophis stricticollis Günther, 1864)
- Graue Ruderschlange (Hydrophis torquatus Günther, 1864)
- Vipern-Ruderschwanz (Hydrophis viperinus (Schmidt, 1852))
- Südliche Delta-Ruderschlange (Hydrophis vorisi Kharin, 1984)
- Papuanische Schnabel-Seeschlange (Hydrophis zweifeli (Kharin, 1985))

Die Kleinköpfige Ruderschlange (Microcephalophis gracilis (Shaw, 1802)) wird als Hydrophis gracilis ebenfalls von einigen Autoren in dieser Gattung geführt. Die Stellung dieser Art wurde bereits mehrfach revidiert.